# Guerre d'Algérie au cinéma
Terminée en juin 1962, la guerre d'Algérie demeurait un sujet tabou en France : à l'exception de Jean-Luc Godard (Le Petit Soldat 1961, interdit jusqu'en 1963), il faudra attendre la fin des années 1960 pour que des films plus francs soient autorisés. Deux films accusateurs apparaissent en 1966, signés par des cinéastes non français. La Bataille d'Alger a été produit par l'un des chefs militaires du FLN à Alger, Yacef Saadi, qui l'a offert au cinéaste Gillo Pontecorvo dont l'idéologie communiste ajoutait à une vision d'autant plus critique du colonialisme. Tourné en 1966, il ne fut permis d'exploitation en France qu'en 1970. Le cinéaste du Vent des Aurès fut Mohammed Lakhdar-Hamina, un Algérien qui avait travaillé pendant la guerre pour le Gouvernement provisoire de la République algérienne (GPRA). À ces deux films on peut ajouter des films ultérieurs sur la guerre en Algérie, en particulier Avoir vingt ans dans les Aurès, du réalisateur français René Vautier, paru dès 1971. Ainsi, la France commençait à faire face à la guerre d'Algérie dans un temps non comparable à celui qu'il fallut aux États-Unis pour confronter la guerre du Viêt Nam.